# Hastings Castle
Hastings Castle er en borgruin i byen Hastings i East Sussex i England. Borgen blev bygget af Vilhelm Erobreren, men er ødelagt flere gange og er ruin i dag.

## Historie
Straks efter at være ankommet til England i 1066 beordrede Vilhelm Erobreren tre forskellige befæstninger opført: Pevensey Castle i september 1066: Hastings (inden Slaget ved Hastings) og Dover Castle få dage efter slaget. Hastings Castle blev bygget som et motte-bailey-anlæg tæt på havet. Den oprindelige borg var af træ, men i 1070 udstedte Vilhelm Erobreren ordre om at slottet skulle genopføres i sten sammen med St Mary's Chapel. Derefter blev den overdraget til Humphrey de Tilleul. Da han rejste tilbage til Normandiet, overgik slottet til Robert, greven af Eu.
Greverne af Eu i Frankrig kontrollerede slottet i det meste af den normanniske periode, og i 1172 blev et stort tårn bygget for at forstærke borgen.
Kong John beordrede, at den skulle ødelægges for at undgå at den faldt i hænderne på Dauphin Louis. I 1220 blev slottet genbefæstet af Henrik 3. og forblev på kongens hænder til 1331. I 1249 blev det renoveret og i 1274 udstedte Edvard 1. forordninger til flåden fra slottet.
I 1287 hærgede voldsommer storme den engelske sydkyst i mange måneder, og den bløde sandsten blev ødelagt. En stor del af den klippe, som borgen er bygget på, faldt i havet sammen med en del af slottet.
I 1339 og 1377 blev byen angrebet af Frankrig og efterlod mange nedbrændte bygninger. I det næste århundrede eroderede borgen gradvist og forsvandt i havet. Midt  i 1500-tallet iværksatte Henrik 8. ødelæggelsen af alle katolsk klostre og efterlod stedet i forfald i mange år. Herefter blev det købt af Pelham-familien og brugt til landbrug, til det var så overgroet og forfaldent, at det stort set blev glemt.
Først i 1824 blev det arkæologisk udgravet og restaureret, og i 1870'erne blev slottets kældre genopdaget.
Under 2. verdenskrig oplevede slottet yderligere ødelæggelser, da Hasting var målet for flere bombetogter. I 1951 købte Hastings Corporation stedet og skabte en turistattraktion.